# ريكي فان هارين
ريكي فان هارين (بالهولندية: Ricky van Haaren) (21 يونيو 1991 بروتردام في هولندا - ) هو لاعب كرة قدم هولندي في مركز الوسط. شارك مع منتخب هولندا تحت 17 سنة لكرة القدم ومنتخب هولندا تحت 19 سنة لكرة القدم ومنتخب هولندا تحت 21 سنة لكرة القدم. أما مع النوادي، فقد لعب مع أدو دين هاغ ودينامو بوخارست وشانلي أورفا سبور وفاينورد وفي في في فينلو ونادي دوردريخت.

## وصلات خارجية
- ريكي فان هارين على موقع الاتحاد الأوربي (الإنجليزية)
- ريكي فان هارين على موقع اتحاد تركيا (لاعب) (الإنجليزية)
- ريكي فان هارين على موقع قاعدة بيانات كرة القدم.إي يو (الإنجليزية)
- ريكي فان هارين على موقع Soccerway.com (الإنجليزية)
- ريكي فان هارين على موقع عالم كرة القدم.نت (الإنجليزية)